# Margarita Ponomariova
Margarita Anatólievna Ponomariova (en ruso: Маргарита Анатольевна Пономарёва), también llamada Margarita Jromova (Baljash, República Socialista Soviética de Kazajistán, Unión Soviética, 19 de junio de 1963 - Rusia, 16 de septiembre de 2021) fue una atleta rusa, especializada en la prueba de 4x400 m en la que llegó a ser subcampeona mundial en 1993.

## Carrera deportiva
En el Mundial de Stuttgart 1993 ganó la medalla de plata en los relevos 4x400 metros, con un tiempo de 3:18.38 segundos, tras Estados Unidos y por delante de Reino Unido, siendo sus compañeras de equipo: Tatiana Alekséyeva, Yelena Rúzina e Irina Priválova.